# ژان-ژاک بنکس
ژان-ژاک بِنِکس (فرانسوی: Jean-Jacques Beineix‎؛  ‏ فرانسوی: [bɛnɛks]؛ زادهٔ ۸ اکتبر ۱۹۴۶ – ۱۳ ژانویهٔ ۲۰۲۲) کارگردان فیلم فرانسوی بود که بیشتر برای فیلم‌های دیوا و بتی بلو شناخته می‌شود. آثار او به عنوان نمونه‌ای برجسته از جنبش سینما نگاه در فرانسه در نظر گرفته می‌شود.

## اوایل زندگی و تحصیلات
ژان-ژاک بِنِکس، پسر روبر بِنِکس، مدیر یک شرکت بیمه، و همسرش مادلین مارشال بود. او در دبیرستان‌های کارنو و کوندورسه در پاریس تحصیل کرد. پس از دریافت مدرک لیسانس، در دانشکده پزشکی ثبت‌نام کرد، اما پس از وقایع مه ۱۹۶۸، ترک تحصیل کرد. او در آزمون ورودی رقابتی مدرسه فیلم پاریس، مدرسه مطالعات عالی سینما شرکت کرد، اما پذیرفته نشد (رتبه نهایی او ۲۱ بود).

## کار حرفه‌ای
ژان-ژاک بِنِکس کار خود را در سال ۱۹۶۴ به‌عنوان دستیار کارگردان ژان بکر در مجموعه تلویزیونی پرطرفدار فرانسوی مقدسین محبوب آغاز کرد. او به مدت سه سال با این مجموعه همکاری داشت. در سال ۱۹۷۰ برای کلود بری کار کرد و سال بعد با کلود زیدی همکاری داشت. در سال ۱۹۷۲، به‌عنوان دستیار دوم کارگردان در فیلم درام روزی که دلقک گریست به کارگردانی جری لوئیس فعالیت کرد.
در سال ۱۹۷۷، بِنِکس نخستین فیلم کوتاه خود با عنوان سگِ آقای میشل را کارگردانی کرد که موفق شد جایزه اول جشنواره تروویل را از آن خود کند. در سال ۱۹۸۰، او نخستین فیلم بلند خود، دیوا را ساخت؛ فیلمی که چهار جایزه سزار را به‌دست‌آورد. این اثر همچنین در دوازدهمین جشنواره فیلم مسکو شرکت داده شد. دیوا اغلب به‌عنوان نخستین فیلم از جنبشی شناخته می‌شود که بعدها با عنوان سینما نگاه شناخته شد. منتقد سینما، ژینت ونسندو، فیلم‌های بِنِکس و دیگر فیلم‌سازان این جریان را «فیلم‌هایی جوان‌پسند با تولیدی پرهزینه» توصیف کرده است. به‌گفته او، ظاهر سینما نگاه حاصل سرمایه‌گذاری چشم‌گیر در زیبایی‌شناسی‌های غیرطبیعی و خودآگاهانه است؛ به‌ویژه در رنگ‌های شدید و افکت‌های نوری. این فیلم‌ها با میزانسن باشکوه و اجراهایی درخشان در فضای استودیویی، معمولاً در خدمت روایت‌های عاشقانه قرار می‌گیرند. سینما نگاه همچنین شامل آثار لوک بسون و لئوس کاراکس نیز می‌شود.
دومین فیلم بلند ژان-ژاک بِنِکس با عنوان ماه در شیار شیروانی در سال ۱۹۸۳ نامزد نخل طلا در جشنواره فیلم کن شد. این فیلم در سال ۱۹۸۴ در سه بخش نامزد دریافت جایزه سزار بود و نهایتاً موفق به کسب جایزه بهترین طراحی تولید شد.
در سال ۱۹۸۶، بِنِکس فیلم بتی بلو با عنوان اصلی °۳۷٫۲ سانتی‌گراد در سحرگاه را کارگردانی کرد؛ فیلمی با بازی بئاتریس دال و ژان-اوگ آنگلاد. این اثر در سال ۱۹۸۷ نامزد جایزه اسکار بهترین فیلم خارجی‌زبان شد و در همان سال در همین بخش در جوایز بفتا و جوایز گلدن گلوب نیز نامزدی دریافت کرد. بتی بلو همچنین برنده جایزه بزرگ آمریکا و جایزه محبوب‌ترین فیلم در جشنواره بین‌المللی فیلم مونترآل در سال ۱۹۸۶ شد و در سال بعد، جایزه بهترین فیلم خارجی‌زبان انجمن منتقدان فیلم بوستون را از آن خود کرد. افزون بر این، جایزه بهترین پوستر فیلم را نیز به‌دست‌آورد؛ یکی از ۹ نامزدی‌اش در جوایز سزار. بِنِکس در سال ۱۹۸۹ فیلم رُزلین و شیرها، در سال ۱۹۹۲ آی‌پی ۵: جزیره فیل‌ها و در سال ۲۰۰۱ انتقال مرگبار را کارگردانی کرد. جشنواره بین‌المللی فیلم سیاتل در سال ۱۹۹۲ جایزهٔ سوزن زرین فضایی را برای بهترین کارگردانی به بینه اهدا کرد؛ برای دو فیلم بتی بلو و آی‌پی ۵: جزیره فیل‌ها.

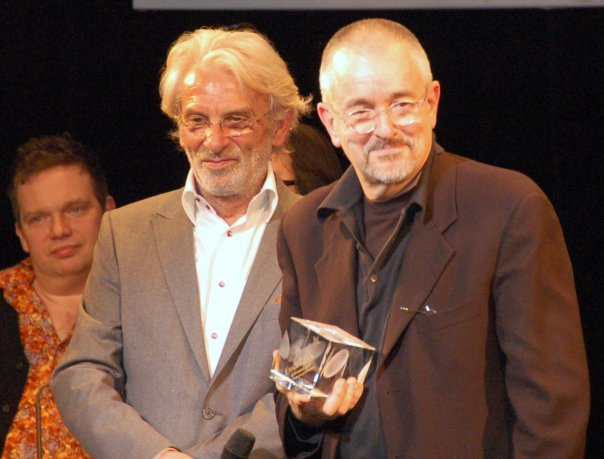
ژان-ژاک بنکس، ستاره طلایی سینمای فرانسه، (فوریه ۲۰۰۹)

ژان-ژاک بِنِکس در سال ۱۹۸۴ برای حفظ استقلال هنری خود، شرکت تهیه‌کنندگی شخصی‌اش را با نام کارگو فیلمز تأسیس کرد. نخستین فیلمی که تحت این شرکت تولید شد، بتی بلو بود. بِنِکس از آن پس تهیه‌کننده اجرایی تمام پروژه‌های این شرکت شد. کارگو فیلمز به تولید فیلم‌های بلند و مستندهایی با موضوعات متنوعی چون علم، هنر، حقوق زنان و مسائل اجتماعی می‌پردازد. بِنِکس در تولید برخی از مستندها با نهادهای علمی ملی مانند مرکز ملی مطالعات فضایی فرانسه  و مرکز ملی پژوهش‌های علمی فرانسه همکاری داشت.
در سال ۲۰۰۸، بینه یک فیلم سازمانی برای مرکز ملی پژوهش‌های علمی فرانسه با عنوان دو بی‌نهایت  کارگردانی کرد. این فیلم در جشنواره فیلم‌های علمی «ایمجن ساینس» نیویورک در اکتبر ۲۰۰۸ به نمایش درآمد.

## زندگی شخصی
ژان-ژاک بِنِکس با همسرش، اَنیِس، ازدواج کرده بود. او از رابطه‌ای پیشین با بازیگر فرانسوی والنتینا سوکا، دختری به نام فریدا داشت.
در سال ۲۰۰۶، بِنِکس نخستین جلد از زندگینامه خود را با عنوان کارگاه‌های افتخار منتشر کرد (تنها به زبان فرانسوی). عنوان این کتاب اشاره‌ای است طنزآمیز به نام فرانسوی فیلم استنلی کوبریک، راه‌های افتخار.
ژان-ژاک بینه در ۱۳ ژانویه ۲۰۲۲ در خانه‌اش در پاریس بر اثر ابتلا به سرطان خون درگذشت. او ۷۵ سال داشت.